# Metathelypteris laxa
Metathelypteris laxa là một loài thực vật có mạch trong họ Thelypteridaceae. Loài này được (Franch. & Sav.) Ching mô tả khoa học đầu tiên năm 1963.